# Johann Heinrich Rolle

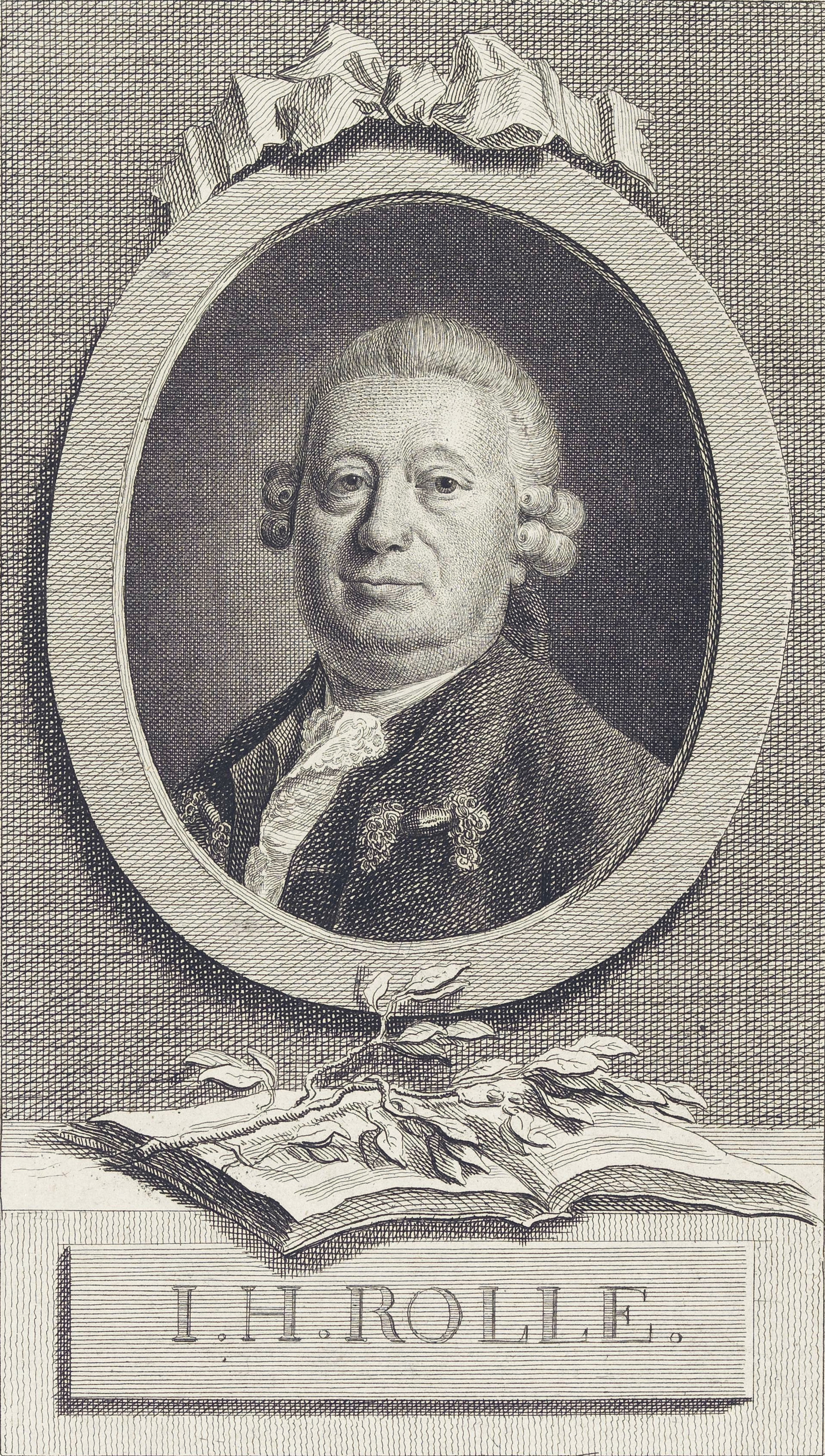
Johann Heinrich Rolle.

Johann Heinrich Rolle, född den 23 december 1716 i Quedlinburg, död den 29 december 1785 i Magdeburg, var en tysk tonsättare, son till Christian Friedrich Rolle.
Rolle blev 1746 organist i Johanniskirche i Magdeburg och 1752 stadsmusikdirektör där. Han var oerhört produktiv och skrev i Grauns stil flera fullständiga årgångar kyrkomusik, fyra passioner, en stor mängd andra andliga verk, sånger och instrumentalstycken samt 20 oratorier, bland vilka märks Abraham auf Moria, Der tod Abels (1771) och Lazarus (1779). I Nordisk familjebok heter det om honom: "R. tog på allvar oratoriets dramatiska natur och åstadkom ofta verklig finhet i detaljerna." Rolle spelas även i dag. Han anses tillhöra senbarocken men präglas ändå av rokokons så kallade galanta stil.